# 丁氏流星錘
丁氏流星锤，甘肅拳術，為中國武術流派之一，是甘肅临夏市非物质文化遗产

## 源流
丁氏流星锤是流传在临夏市的武术，据传说，流星锤盛行于明末清初,为江湖游侠抗清尚武之志士所习用，主要由于防身。丁氏流星锤由丁战彪首創，流星锤顶端的软绳上可以栓一些五颜六色的彩绸做装饰及掩护，使其看起来像绣球一样。

## 介紹
流星锤形状为菱形，它有14个平面、24个棱尖、28个棱，顶端有象鼻孔和六个铁环。精于流星锤技法的民间武师运用自如，像棍、枪一样。以缠腿、缠肘、缠腰、缠脖、缠脚、缠膝、缠背、过裆这些动作来麻痹别人的视线，使其认为练习者被绳子绕了起来，然而乘其不备瞬间将锤抛出去 ，使其措手不及而取胜。其最独特的套路风格是北斗七星锤与丁氏五孞锤他的运行路线和招式是以北斗七星为式东西南北中五个方位去完成，声东击西、指上打下，暗中藏锤。

## 套路
丁氏流星锤共有六个系列套路：丁氏绳镖、丁氏九节鞭、阴阳八卦锤、五孞锤、八字锤、北斗七星锤，每一个套路的动作缠、绕、点、镖等动作都由舞花来过度衔接来完成。

## 來源
1. 1 2  .   [2022-12-30]. （原始内容存档于2022-12-30）.
2. 1 2 3  .   [2022-12-30]. （原始内容存档于2022-12-30）.